# Bad Taste
Pour les articles homonymes, voir Bad Taste (homonymie).
 (décembre 2023).
Si vous disposez d'ouvrages ou d'articles de référence ou si vous connaissez des sites web de qualité traitant du thème abordé ici, merci de compléter l'article en donnant les références utiles à sa vérifiabilité et en les liant à la section « Notes et références ».
Pour plus de détails, voir Fiche technique et Distribution.
Bad Taste (litt. « Mauvais goût ») ou Dans l'cul au Québec est un film néo-zélandais réalisé par Peter Jackson et sorti en 1987. C'est le premier long métrage du réalisateur sur lequel il est également producteur, scénariste, directeur de la photographie et acteur (il incarne deux personnages du film). Produit indépendamment avec un petit budget de 25 000 dollars, Peter Jackson et des amis à lui ont à la fois assuré les rôles principaux et la production du film.
Le long métrage raconte l'histoire de l'invasion d'un petit village néo-zélandais par une bande d'extraterrestres venus « moissonner » des humains pour leur chaine de restauration rapide intergalactique. Un groupe paramilitaire composé de quatre agents est alors envoyé pour mettre fin à l'invasion. Bad Taste a reçu des critiques généralement positives et est devenu un film culte au fil des années.

## Synopsis
En Nouvelle-Zélande, le Service d'Investigation et de Défense Astronautique (Astro Investigation and Defense Service, connu sous l'acronyme AIDS) envoie ses agents Derek, Frank, Ozzy et Barry enquêter sur la disparition de toute la population du village de Kaihoro. Ils découvrent que le lieu a été envahi par des extraterrestres mangeurs d'hommes déguisés en humains vêtus de chemises bleues. Barry tue l'un des extraterrestres et est attaqué par d'autres. Après que Derek a informé Frank et Ozzy, il commence à torturer Robert, un extraterrestre que l'équipe a capturé plus tôt. Les cris de Robert attirent un certain nombre d'extraterrestres dans la région. Derek parvient à tous les tuer, mais il est attaqué par Robert, tombe d'une falaise et semble mort.
Pendant ce temps, un collectionneur de charité nommé Giles est de passage à Kaihoro. Il est attaqué par Robert, mais parvient à prendre la fuite avec sa voiture. Il s'arrête dans une maison voisine pour demander de l'aide. Un autre extraterrestre ouvre la porte et capture Giles. Il se réveille plus tard dans un bain d'eau rempli de légumes et les extraterrestres lui disent qu'il est sur le point d'être cuit et mangé. Derek a survécu à sa chute et se réveille également pour découvrir qu'il a atterri dans un nid de mouette. Il découvre également que son cerveau fuit à l'arrière de sa tête, il le remet alors en place et utilise un chapeau pour le maintenir correctement.
Cette nuit-là, Frank, Ozzy et Barry s'infiltrent dans la maison des extraterrestres et trouvent une pièce remplie de cartons ensanglantés. Ils tuent un extraterrestre et Frank enfile sa chemise pour infiltrer une réunion des envahisseurs. Ce dernier découvre que les habitants de Kaihoro ont été « moissonnés » pour la chaine de restauration rapide intergalactique des extraterrestres et entend également parler de leur récent otage. Robert vomit dans un bol dans lequel les extraterrestres dégustent avec appétit, y compris Frank déguisé (et dégoûté). Il s'échappe et raconte le plan aux autres, puis toute l'équipe se faufile pour sauver Giles pendant que les extraterrestres dorment.
Le lendemain matin, ils tentent de partir mais sont attaqués par les extraterrestres et une fusillade débute. Derek débarque en voiture mais son chapeau est abattu par les coups de feu et il commence à perdre plus en plus de cervelle. Il est alors obligé d'utiliser sa ceinture comme bandeau pour maintenir son cerveau dans son crâne. Il retourne vers sa voiture pour récupérer une tronçonneuse dans le coffre et se dirige vers la maison des extraterrestres. Alors que le reste de l'équipe partent avec Giles, le chef extraterrestre (Seigneur Crumb) et ses sbires retrouvent leur véritable apparence et continuent à poursuivre le groupe. Ozzy utilise un lance-roquettes pour faire exploser la voiture de Frank qui a été envahie par des extraterrestres.
Frank et Ozzy chassent le Seigneur Crumb et tuent de nombreux extraterrestres en cours de route. Pendant ce temps, Derek tue aussi un extraterrestre avec sa tronçonneuse et remplace les parties manquantes de sa cervelle par le cerveau de l'extraterrestre. Un des envahisseurs se prépare à tirer sur Frank et Ozzy, mais il est décapité par Derek après qu'il a percé le mur derrière lui. Frank et Ozzy sont surpris et choqués de le voir vivant.
Après que Frank, Ozzy, Barry et Giles se sont échappés de la maison, le Seigneur Crumb parvient à blesser Ozzy en lui tirant dans la jambe et Frank utilise son lance-roquettes pour tuer le chef, mais il le manque, frôle Derek et élimine finalement un mouton dans un pré voisin. Derek est assommé par le Seigneur Crumb et la maison se transforme en un vaisseau spatial géant qui décolle dans l'espace avec Derek toujours à bord.
Derek regarde par la fenêtre pour voir qu'il est en train de quitter la Terre. Crumb est ensuite tué par Derek à coup de tronçonneuse. Les extraterrestres appellent au téléphone pour savoir si la « moisson » a été fructueuse. Derek décroche et leur répond : « Je viens vous chercher bande de salauds ! ». Il enfile ensuite la peau du chef extraterrestre pour pouvoir réussir sa future infiltration et rit de manière démoniaque alors que le vaisseau se dirige vers la planète des envahisseurs. Sur Terre, le reste du groupe (Frank, Ozzy, Barry et Giles) s'éloigne au coucher du soleil avec la voiture de Derek.

## Fiche technique
- Titre original : Bad Taste
- Titre québécois : Dans l'cul[1]
- Réalisation : Peter Jackson
- Scénario : Peter Jackson, Ken Hammon et Tony Hiles
- Musique : Michelle Scullion
- Photographie : Peter Jackson
- Montage : Peter Jackson et Jamie Selkirk
- Production : Peter Jackson
- Sociétés de production : WingNut Films et New Zealand Film Commission (en)
- Société de distribution : Endeavour Productions
- Budget : 25 000 NZD (11 000 USD + contribution de l'organisation cinématographique de Nouvelle-Zélande)
- Pays de production :  Nouvelle-Zélande
- Langue originale : anglais
- Format : Couleurs - 1,66:1 - Mono - 16 mm
- Genre : comédie horrifique, science-fiction
- Durée : 92 minutes
- Dates de sortie [1]:
  - Nouvelle-Zélande : 11 décembre 1987
  - France : 24 août 1988
- Classification[2] :
  - Nouvelle-Zélande : R16
  - France : Interdit aux moins de 12 ans[3]

## Distribution
- Terry Potter : Ozzy / un extraterrestre
- Pete O'Herne : Barry / un extraterrestre
- Peter Jackson : Derek / Robert
- Mike Minett : Frank / un extraterrestre
- Craig Smith : Giles / un extraterrestre
- Ken Hammon : un extraterrestre
- Costa Botes : un extraterrestre
- Doug Wren : Seigneur Crumb
- Dean Lawrie : Seigneur Crumb SPFX doublure / un extraterrestre
- Peter Vere-Jones : Seigneur Crumb (voix)

## Production
Le film a été tourné en partie dans le village où a grandi Peter Jackson, Pukerua Bay, au nord de Wellington en Nouvelle-Zélande. Il a été principalement tourné pendant le temps libre des protagonistes, soit la fin de semaine. Le tournage s'est ainsi étalé sur quatre ans, pour un coût total d'environ 25 000 dollars.
Un montage méticuleux a permis à Jackson de tourner une scène de torture où il est à la fois la victime et le bourreau. Les autres rôles sont tenus par des amis personnels de Jackson, qui étaient des collègues de travail à l'époque. Jackson s'est aussi chargé de la création des effets spéciaux sanglants et exagérés qui participent à l'aspect comique et absurde du film.

## Bande originale
- Rock Lies, interprété par Madlight
- Bad Taste, interprété par The Remnants

## Sortie
Le film a été distribué dans le monde entier après son visionnage au festival de Cannes 1987, ce à quoi Jackson ne s'attendait absolument pas, et se fait remarquer des amateurs du cinéma fantastique dans divers festivals.

## Distinctions
- Prix du public, lors du Fantafestival 1989.
- Nomination au prix du meilleur film, lors du festival Fantasporto 1990.

## Postérité
(décembre 2023).
- Si vous ne connaissez pas le sujet, laissez ce bandeau (vous pouvez alors contacter les auteurs).
- Si vous supprimez le contenu mis en cause (vous pouvez préalablement contacter les auteurs),

argumentez précisément cette suppression dans la page de discussion
(un manque de référence n'est pas un argument ; une recherche réelle de référence doit avoir été effectuée, être formellement documentée).
Il est probable que le film ait lancé la mode du mouton explosif dans la culture du jeu vidéo : par exemple la série de jeux Worms et aussi dans le jeu de stratégie Warcraft où en cliquant de nombreuses fois sur les moutons on peut les faire exploser. Une cinématique du premier Worms fait également référence à une scène du film dans laquelle l'un des protagonistes tire dans un arbre et en fait tomber plusieurs extraterrestres.
Le nom du groupe de stoner rock vendéen Derek Sons fait directement allusions au personnage principal joué par Peter Jackson[réf. nécessaire].

## Clin d’œil
Beaucoup de « clins d'œil »[Lesquels ?] aux films d'action, fantastiques, horrifiques et de science-fiction sont présents tout au long du film.